# Pidikhola
Pidikhola (nep. पिंडीखोला) – gaun wikas samiti w zachodniej części Nepalu w strefie Gandaki w dystrykcie Syangja. Według nepalskiego spisu powszechnego z 2001 roku liczył on 1158 gospodarstw domowych i 5960 mieszkańców (3308 kobiet i 2652 mężczyzn).